# 사쿠라이촌 (기후현)
사쿠라이촌(桜井村)은 일본 기후현 요로군에 설치되었던 촌이다. 현재의 요로군 요로정의 일부에 해당한다.